# Птичий циклихт
Птичий циклихт (лат. Cyclichthys orbicularis) — вид морских лучепёрых рыб из семейства двузубых отряда иглобрюхообразных.

## Внешний вид и строение
Птичий циклихт — рыба среднего размера, может достигать длины до 30 см. Рот маленький; тело округлой формы, покрыто короткими шипами, каждый из которых имеет треугольное основание. Все шипы на верхней части головы имеют три подкожных корня. Окраска сверху бледно-коричневая, снизу белая; по всему телу, особенно ближе к хвосту, разбросаны круглые коричневые пятна. Плавники полупрозрачные. В спинном плавнике 11—13 мягких лучей, в анальном — 10—12 мягких лучей. Пелагические мальки покрыты черными пятнами.

## Распространение и среда обитания
Птичий циклихт широко распространён в тропических водах Индо-Западной части Тихого океана от Красного моря до Филиппин. Также часто встречается в водах вокруг Кейптауна в Южной Африке. Обычно встречается на прибрежных шельфах, в толще воды от поверхности до глубины около 150 м. Предпочитает области, где морское дно покрыто мягкими осадками, такими как песок, но может также встречаться над рифами.

## Экология
Этот вид способен раздуваться, заглатывая воду. В этом состоянии он имеет шарообразную форму, а его шипы подняты. Раздувшись, он плохо плавает. Иногда его ловят тралами в больших количествах. Ночной вид. Активен ночью и в сумерках.

## Раннее развитие
Исследование, опубликованное в 2015 году, изучало развитие потомства, произведенного на свет парой пойманных в дикой природе, но содержащихся в неволе птичьих циклихтов. Две особи лежали вместе на донных отложениях за день до нереста и произвели две кладки оплодотворенных яиц. Эмбрион и зачаточные глаза сформировались в течение дня после нереста, а личинки вылупились на следующий день. Они были в среднем 3,5 мм в длину. На этом этапе рот и анус были все ещё закрыты, а голова и туловище были покрыты вестибулярным дермальным мешком. Перепончатые грудные плавники были отчетливо видны. Меланофоры и ксантофоры были разбросаны по всему телу, а глаза были непигментированными. Глаза стали пигментированными, а рот открылся в течение 19 часов после вылупления.
Через два дня после вылупления спинной и анальный плавники были разделены. Через пять дней мягкие лучи стали видны в грудных плавниках, и молодая рыба достигла длины 3,7 мм. Неделю спустя в спинном и анальном плавнике стали видны мягкие лучи. Через семнадцать дней после вылупления присутствовало 21 грудной, 12 спинных и 10 анальных мягких лучей, и начали появляться шипы. Они выросли до длины 7,6 мм и стали жесткими к 39 дню после вылупления, хотя продолжали расти и развиваться и после этого. в В этом возрасте рыбы были 20,8 мм в длину.

## Значение
Вид безвреден для человека, является объектом промысла, для оценки охранного статуса недостаточно данных.